# Ústavní pořádek České republiky
Ústavní pořádek České republiky představuje souhrn ústavních zákonů a dalších pramenů ústavního práva České republiky. Podle článku 112 Ústavy České republiky (účinné od 1. ledna 1993) lze dovodit, že se ústavním pořádkem rozumí souhrn určitých ústavních zákonů a dalších Ústavou výslovně jmenovaných pramenů práva v úrovni nejvyšší právní síly.
Pojem ústavní pořádek je v zásadě nový pojem ústavního práva, poprvé se objevil až v článcích 3 a 112 Ústavy České republiky. Zavedený a obecný pojem je ústavní řád.
Ústavním pořádkem a zákonem o Ústavním soudu je při svém rozhodování vázán Ústavní soud. Součástí náplně jeho práce je přezkum mezinárodních smluv podle článků 10a a 49 Ústavy, zákonů či jiných právních předpisů pro jejich soulad s ústavním pořádkem. Pokud obecný soud nabude přesvědčení, že zákon, kterého má použít, je v rozporu s ústavním pořádkem, předloží věc Ústavnímu soudu.
Pro hrubé porušení ústavního pořádku nebo pro velezradu může Senát se souhlasem Poslanecké sněmovny podat ústavní žalobu proti prezidentu republiky k Ústavnímu soudu.

## Součásti ústavního pořádku
Podle článku 112 odstavce 1 Ústavy České republiky tvoří ústavní pořádek České republiky:
- Ústava České republiky (č. 1/1993 Sb. ve znění č. 347/1997 Sb., č. 300/2000 Sb., č. 395/2001 Sb., č. 448/2001 Sb., č. 515/2002 Sb., č. 319/2009 Sb., č. 71/2012 Sb. a č. 98/2013 Sb.)
- Listina základních práv a svobod (č. 2/1993 Sb. ve znění č. 162/1998 Sb.)[P 1]
- ústavní zákony přijaté podle Ústavy České republiky
  - Ústavní zákon o vytvoření vyšších územních samosprávných celků (č. 347/1997 Sb. ve znění č. 176/2001 Sb. a č. 135/2011 Sb.)
  - Ústavní zákon o zkrácení volebního období Poslanecké sněmovny (č. 69/1998 Sb.)
  - Ústavní zákon o bezpečnosti České republiky (č. 110/1998 Sb. ve znění č. 300/2000 Sb.)
  - Ústavní zákon o přistoupení České republiky k Evropské unii (č. 515/2002 Sb.)
  - ústavní zákony upravující hranice
    - Ústavní zákon o změnách státních hranic se Slovenskou republikou (č. 74/1997 Sb.)
    - Ústavní zákon o změnách státních hranic s Rakouskou republikou (č. 76/2004 Sb.)
    - Ústavní zákon o změně státních hranic se Spolkovou republikou Německo (č. 633/2004 Sb.)
    - Ústavní zákon o změnách státních hranic s Rakouskou republikou (č. 235/2012 Sb.)
- ústavní zákony Národního shromáždění ČSR, Federálního shromáždění ČSSR a České národní rady upravující státní hranice České republiky
  - Ústavní zákon o úpravě státních hranic s Německem, Rakouskem a Maďarskem (č. 102/1930 Sb.)
  - Ústavní zákon o úpravě státních hranic s Německem (č. 205/1936 Sb.)
  - Ústavní zákon o konečném vytyčení státních hranic s Polskou lidovou republikou (č. 62/1958 Sb.)
  - Ústavní zákon České národní rady o souhlasu ke změnám hranic České socialistické republiky (č. 30/1974 Sb.)
  - Ústavní zákon o změnách státních hranic s Rakouskou republikou (č. 66/1974 Sb.)
  - Ústavní zákon České národní rady o souhlasu ke změnám hranic České socialistické republiky s Německou demokratickou republikou (č. 121/1981 Sb.)
  - Ústavní zákon o změnách státních hranic s Německou demokratickou republikou (č. 37/1982 Sb.)
  - Ústavní zákon České národní rady o souhlasu ke změnám hranic České socialistické republiky na hraničních vodních tocích s Polskou lidovou republikou (č. 43/1988 Sb.)
  - Ústavní zákon o změnách průběhu státních hranic na hraničních vodních tocích s Polskou lidovou republikou (č. 169/1988 Sb.)
- ústavní zákony České národní rady přijaté po 6. červnu 1992
  - Ústavní zákon o opatřeních souvisejících se zánikem České a Slovenské Federativní Republiky (č. 4/1993 Sb.)
  - Ústavní zákon o některých dalších opatřeních souvisejících se zánikem České a Slovenské Federativní Republiky (č. 29/1993 Sb.)

Podle judikatury Ústavního soudu jsou součástí ústavního pořádku podle článku 1 odstavce 2 Ústavy České republiky také ratifikované a vyhlášené mezinárodní smlouvy o lidských právech a základních svobodách, např.
- Úmluva o ochraně lidských práv a základních svobod
- Mezinárodní pakt o občanských a politických právech
- Mezinárodní pakt o hospodářských, sociálních a kulturních právech

Ostatní ústavní zákony platné do dne účinnosti Ústavy ČR (tj. do 1. ledna 1993) byly degradovány na zákony, tedy mají nadále právní sílu zákona (nikoli už ústavního zákona).